# Élections municipales togolaises de 2025
Les élections municipales togolaises de 2025 ont lieu le 17 juillet 2025 au Togo.
L'Union pour la république (UNIR) au pouvoir remporte largement les élections avec près de 75 % des sièges de conseillers municipaux.

## Contexte
Les précédentes élections organisées en juin 2019 interviennent après plus de 27 ans de reports consécutifs,, les dernières remontant en 1987, soit 32 ans auparavant.
Les élections mettent fin aux « délégations spéciales » jusqu'alors nommées par le président de la République. L'opposition abandonne sa stratégie du boycott, et les élections voient la population s'impliquer fortement dans la campagne,. Les municipales sont un enjeu important pour la classe politique, les élus locaux étant amenés à élire les deux tiers du futur Sénat, finalement pourvus en février 2025. Le taux de participation s'avère cependant très faible.

## Mode de scrutin
Un total de 1 527 sièges de conseillers municipaux sont à pourvoir dans 117 communes au scrutin proportionnel plurinominal selon la méthode du plus fort reste. Les conseillers élisent à leur tour les maires des communes.

## Résultats nationaux
| Parti                     | Parti                                       | Votes     | %     | Sièges | +/– |
| ------------------------- | ------------------------------------------- | --------- | ----- | ------ | --- |
|                           | Union pour la république (UNIR)             |           |       | 1150   |     |
|                           | Alliance nationale pour le changement (ANC) |           |       | 51     |     |
|                           | Union des forces de changement (UFC)        |           |       | 38     |     |
|                           | Togolais vient agir (TOVIA)                 |           |       | 24     | Nv  |
|                           | Autres partis et Indépendants               |           |       | 264    |     |
|                           |                                             |           |       |        |     |
| Votes valides             |                                             |           |       |        |     |
| Votes blancs et invalides |                                             |           |       |        |     |
| Total                     | Total                                       | 2 552 039 | 100   | 1527   |     |
| Abstention                | Abstention                                  | 2 085 959 | 44,98 |        |     |
| Inscrits / participation  | Inscrits / participation                    | 4 637 998 | 55,02 |        |     |

## Analyse
L'Union pour la république (UNIR) du Président du Conseil Faure Gnassingbé remporte largement le scrutin avec plus de 75 % des sièges. L'UNIR devance ainsi largement l'Alliance nationale pour le changement (ANC) de Jean-Pierre Fabre et l'Union des forces de changement (UFC) de Gilchrist Olympio. La participation s'élève à 55,02 %, contre 52,46 % en 2019,,.